# Tholos de la Lauve
La tholos de la Lauve est une tombe en blocs située à 365 m d'altitude, à l'extrémité du plateau de la Lauve, sur la commune de Salernes, dans le département du Var en France. C'est un monument unique par son genre en Provence.

## Description
L'édifice est une tombe en blocs. La chambre sépulcrale de forme sensiblement circulaire (diamètre 1,80 m) est constituée de blocs en calcaire disposés avec un léger encorbellement, ce qui lui a valu d'être qualifiée de tholos. Elle est enserrée dans un tumulus en blocailles retenues par une murette elle-même circulaire constituée de gros blocs. L'ensemble mesure 7 m de diamètre. Aucun couloir d'accès à la chambre n'est visible bien que quelques dalles inclinées côté ouest pourraient en constituer une amorce. Il est probable qu'on accédait à la chambre par son ouverture sommitale, celle-ci étant peut-être recouverte d'une dalle amovible.
Il a été restauré en 1993 par Hélène Barge.

## Fouille archéologique
La tombe fut découverte et fouillée très soigneusement dans les années 1950 par A. Taxil. 
La couche supérieure (épaisseur moyenne 0,14 m), contenait des ossements brûlés très fragmentés, pouvant correspondre à une quinzaine d'individus. Le mobilier lithique retrouvé dans cette couche se compose d'une grande lame, de lamelles, éclats et d'une armature de flèche en silex. Le céramique se limitait à deux tessons atypiques. Les ossements animaux, sans trace d'ustion, correspondent uniquement à une faune invasive (vertèbres de serpent, ossements de lapin, crapaud, petits rongeurs et coquilles d'escargots) issue du milieu naturel.
La couche inférieure (épaisseur moyenne 0,12 m) ne comportait que peu d'ossements, réduits à l'état d'esquilles et 122 dents en bon état, soit environ 10 individus, dont peu d'enfants. Le mobilier archéologique comportait des objets de parure (9 perles annulaires en calcaire et test de coquillage, 2 olivaires en roche verte). Les objets lithiques se limitaient à des armatures de flèches foliacées.